# Grady Auvil
Grady Auvil (7 décembre 1905 – 28 décembre 1998) est un cultivateur américain. Il a fondé l'entreprise Auvil Fruit Company avec ses frères Robert et David en mars 1928.
Il a créé la Washington Tree Fruit Research Commission (commission de recherches sur les fruits de l'État de Washington) et fut le premier à cultiver la pomme Granny Smith aux États-Unis. Il a reçu trois fois le prix du cultivateur de l'année (en 1954, 1981 et 1990). Il a obtenu la plus haute distinction de l'État de Washington, The Washington Medal of Merit, des mains du Gouverneur Gary Locke pour ses contributions à la communauté.